# مايا ساكاموتو
مايا ساكاموتو (坂本真綾 ساكاموتو مايا) هي مطربة وممثلة يابانية ولدت في 31 مارس 1980 في إيتاباشي، طوكيو.

## حياتها
حصلت على درجة البكالوريوس في علم الاجتماع من جامعة تويو.

## أدوارها في الأنمي

### مسلسلات أنمي تلفزيونية
- رؤيا إسكافلوني - هيتومي كانزاكي
- نادي مضيفي ثانوية أوران - هاروهي فوجيوكا
- البدلة المتنقلة جاندام سيد ديستني - لوناماريا هوك، مايو أسوكا
- ديث نوت - كيومي تاكادا (الصوت الثاني)
- سول إيتر - كرونا
- الخادم الأسود - سييل فانتومهايف
- الخادم الأسود II - سييل فانتومهايف
- الخادم الأسود Book of Circus - سييل فانتومهايف
- دي جرايمان - لو فا
- تسوباسا كرونيكل - الأميرة تومويو
- المقيم الأبدي - ماتشي
- موشيشي - أماني
- ساندز أوف ديستراكشن - مورتي آشيرا
- دوت هاك ساين - أورا
- دوت هاك أسطورة الشفق - أورا، مورتي
- حكايات أشباح المدرسة - ميوكي واتانابي
- كاوبوي بيبوب - ستيلا بونارو
- كانان - آلفارد
- وولفز راين - هامونا
- أراكاوا أندر ذا بريدج - نينو
- أراكاوا أندر ذا بريدج x بريدج - نينو
- مجرة الحصير - أكاشي-سان
- ستار درايفر - سارينا إندو
- Kanon (2006) - ميشيو أمانو
- Kanon (2006) - ميشيو أمانو
- بليد - ماكوتو
- تايغر آند باني - توموي كابوراغي
- أوساغي دروب - ماساكو يوشي
- نيسيمونوغاتاري - شينوبو أوشينو
- نيكومونوغاتاري (كورو) - شينوبو أوشينو
- سلسلة مونوغاتاري الموسم الثاني - شينوبو أوشينو
- أواريمونوغاتاري - شينوبو أوشينو
- ماغي: The Kingdom of Magic - شهرزاد
- ماغي: مغامرات سندباد - شهرزاد
- كوبرا ذي أنيميشن - سيكريت
- كابتن إيرث - موكو
- غود إيتر - أليسا إيلينيتشينا أمييلا
- بطولات أرسلان - فالانغيس
- بطولات أرسلان: رقصة العاصفة الترابية - فالانغيس
- الخطايا السبع المميتة - مرلين
- الخطايا السبع المميتة: تلميحات الحرب المقدسة - مرلين
- الخطايا السبع المميتة: إعادة إحياء الوصايا - مرلين
- الخطايا السبع المميتة: غضب الحراس - مرلين
- الخطايا السبع المميتة: قضاء الغضب - مرلين
- طوكيو غول A√ - إيتو، سين تاكاتسوكي
- طوكيو غول:re - إيتو، سين تاكاتسوكي
- حديقة سوزي: يوم برفقة ويتزي - الراوية
- لعبة الجوكر - ميوكو أندو
- الممر العظيم - كاغويا هاياشي
- ري:كرياتورز - ميغاني تشيكوجوين
- فيت/أبوكريفا - رولر
- فيت/غراند أوردر: الجبهة الشيطانية المطلقة بابيلونيا - ليوناردو دا فينشي
- حرب الكواكب: الأطروحة الجديدة - سهام
- عروس الساحر - مارييل
- هاكيو هوشين إنغي - جوكا
- فروتس باسكت 1st season - أكيتو سوما
- فروتس باسكت 2nd season - أكيتو سوما
- فروتس باسكت The Final - أكيتو سوما
- جانسلينجر جيرل: IL TEATRINO - إليزابيتا
- فريق المتحرين الوسماء - مايومي دوجيما
- سيف قاتل الشياطين - تامايو

### أنمي الإنترنت
- كويوميمونوغاتاري - شينوبو أوشينو
- بوكيمون جينيريشنز - غابي
- ضعف حمضية ميليون آرثر - سكاثاخ

### أوفا أنمي
- تسوباسا شونرايكي - الأميرة تومويو
- سينت سيا: هادس: العالم السفلي - باندورا
- سينت سيا: هادس: إليسيون - باندورا
- الخادم الأسود Book of Murder - سييل فانتومهايف

### أفلام أنمي
- تسوباسا كرونيكل: أميرة بلد أقفاص الطيور - الأميرة تومويو
- إكس إكس إكس هوليك: حلم ليلة منتصف الصيف - الأميرة تومويو
- سلسلة أفلام حدود الفراغ
  - حدود الفراغ: الفصل الأول «طلة على المنظر» - شيكي ريوغي
  - حدود الفراغ: الفصل الثاني «دراسة القتل (الجزء الأول)» - شيكي ريوغي
  - حدود الفراغ: الفصل الثالث «بقايا الألم» - شيكي ريوغي
  - حدود الفراغ: الفصل الرابع «كهف الدير» - شيكي ريوغي
  - حدود الفراغ: الفصل الخامس «لولب التناقض» - شيكي ريوغي
  - حدود الفراغ: الفصل السادس «تسجيل النسيان» - شيكي ريوغي
  - حدود الفراغ: الفصل السابع «دراسة القتل (الجزء الثاني)» - شيكي ريوغي
- سيف الغريب - الأميرة آغي
- فاينل فانتسي VII أدفنت تشيلدرن - إيريث غينزبورو
- سلسلة أفلام إعادة بناء إيفانجيليون
  - إيفانجيليون: 2.0 أنت (لا) تستطيع التقدم - ماري إلوستريوس ماكينامي
  - إيفانجيليون: 3.0 أنت (لا) تستطيع الإعادة - ماري إلوستريوس ماكينامي
- ترايجان Badlands Rumble - أميليا
- فيلم خيميائي الفولاذ: نجم ميلوس المقدس - جوليا كرايتون
- سلسلة أفلام كود غياس: أكيتو المنفي
  - كود غياس: أكيتو المنفي: الفصل الأول «وصول التنين» - ليلا مالكال
  - كود غياس: أكيتو المنفي: الفصل الثاني «انقسام التنين» - ليلا مالكال
- قرصان الفضاء كابتن هارلوك (فيلم 2013) - نامي
- الفرقة المتنقلة المدرعة - موتوكو كوساناغي (أيام الطفولة)
- سلسلة أفلام الفرقة المتنقلة المدرعة: أرايز
  - الفرقة المتنقلة المدرعة: أرايز border:1 Ghost Pain - موتوكو كوساناغي
  - الفرقة المتنقلة المدرعة: أرايز border:2 Ghost Whispers - موتوكو كوساناغي
  - الفرقة المتنقلة المدرعة: أرايز border:3 Ghost Tears - موتوكو كوساناغي
  - الفرقة المتنقلة المدرعة: أرايز border:4 Ghost Stands Alone - موتوكو كوساناغي
- سلسلة أفلام كيزومونوغاتاري
  - كيزومونوغاتاري الفصل الأول: تيكّيتسو - كيسشوت أسيرولاوريون هارتأندربليد
  - كيزومونوغاتاري الفصل الثاني: نيكّيتسو - كيسشوت أسيرولاوريون هارتأندربليد
  - كيزومونوغاتاري الفصل الثالث: ريكيتسو - كيسشوت أسيرولاوريون هارتأندربليد
- فوسي: يوميات فتاة المسدس - فوناموشي
- مونستر سترايك ذا موفي: إلى مكان البداية - رين هومورا (أيام الابتدائية)
- دوت هاك جي يو تريلوجي - أورا
- الخادم الأسود: كتاب الأطلنتيك - سييل فانتومهايف
- الخطايا السبع المميتة: أسرى السماء - مرلين
- الخطايا السبع المميتة: الملعونون من قبل النور - مرلين
- فيت/غراند أوردر: منطقة الطاولة المستديرة كاميلوت: الجزء الأول Wandering; Agateram - ليوناردو دا فينشي

## أدوارها في ألعاب الفيديو
- كينغدوم هارتس - إيريث
- ساندز أوف ديستراكشن - مورتي أشيرا
- القنفذ سونيك (2006) - الأميرة إليس
- فاينل فانتازي XIII - لايتنينغ
- فاينل فانتازي VII ريميك - إيريث غينزبورو
- ديسيديا 012: فاينل فانتازي - لايتنينغ
- بيرسونا 3 - آيغيس
- بيرسونا 3 فيس - آيغيس
- بيرسونا 3 بورتبل - آيغيس
- بيرسونا 4 أرينا - آيغيس
- بيرسونا 4 أرينا ألتيماكس - آيغيس
- بيرسونا Q شادو أوف ذا لابيرينث - آيغيس
- بيرسونا 3 دانسينغ إن مونلايت - آيغيس
- بليزبلو كروس تاغ باتل - آيغيس
- ذا ثيرد بيرثداي - أيا بريا
- تيلز أوف إكسيليا - أغريا
- تيلز أوف إكسيليا 2 - أغريا
- غود إيتر بورست - أليسا إيلينيتشينا أمييلا
- غود إيتر ريزوركشن - أليسا إيلينيتشينا أمييلا
- غود إيتر 2 - أليسا إيلينيتشينا أمييلا
- غود إيتر 2 ريج بورست - أليسا إيلينيتشينا أمييلا
- سينت سيا: ذا هادس - باندورا
- سلسلة ألعاب تيكن
  - تيكن تاغ تورنمنت 2 - لينغ شاويو
- سلسلة ألعاب دوت هاك - أورا، ناتسومي
- بروجكت X زون - لينغ شاويو
- آركايك سيلد هيت - إيميو
- أرسلان: ذا واريورز أوف ليجند - فالانغيس
- ديجيمون ستوري: سايبر سلوث - كيوكو كوريمي
- فيت/إكسترا - شيكي ريوغي
- فيت/إكستيلا: ذي أمبرال ستار - جان دارك
- دانغانرونبا V3: كيلينغ هارموني - ماكي هاروكاوا
- شين ميغامي تينسي: سترينج جيرني ريداكس - زيلينين
- الخطايا السبع المميتة: أنجاست سن - مرلين
- ذا سفن ديدلي سنز: نايتس أوف بريتانيا - مرلين

## أدوارها في الدبلجة اليابانية
- داندي والسيد ورطة - داندي
- حرب النجوم: حرب المستنسخين - بادمي أميدالا
- هاي سكول ميوزيكال - تايلور ماكيسي
- بياض الثلج والصياد - بياض الثلج
- روميو + جولييت - جولييت
- غلي - رايتشل بيري

## وصلات خارجية
- مايا ساكاموتو على موقع IMDb (الإنجليزية)
- مايا ساكاموتو على موقع ألو سيني (الفرنسية)
- مايا ساكاموتو على موقع ميوزك برينز (الإنجليزية)
- مايا ساكاموتو على موقع أول موفي (الإنجليزية)
- مايا ساكاموتو على موقع أول ميوزيك (الإنجليزية)
- مايا ساكاموتو على موقع ديسكوغز (الإنجليزية)
- مايا ساكاموتو على موقع قاعدة بيانات الفيلم (الإنجليزية)
- مايا ساكاموتو على موقع كينوبويسك (الروسية)
- مايا ساكاموتو على موقع ANN person (الإنجليزية)